# Baumannella alameda
Baumannella alameda is een steenvlieg uit de familie Perlodidae. De wetenschappelijke naam van de soort is voor het eerst geldig gepubliceerd in 1925 door Needham & Claassen.